# Casper Ruud
Casper Ruud (Oslo, 22 december 1998) is een tennisspeler uit Noorwegen. Hij is de zoon van voormalig proftennisser Christian Ruud. Hij won dertien ATP-toernooien en schreef één challenger in het enkelspel op zijn naam.

## Loopbaan
Ruud begon met tennissen toen hij vier jaar oud was bij de tennisclub in Snarøya. In 2016 was hij nummer 1 bij de junioren en in datzelfde jaar won hij op zeventienjarige leeftijd zijn eerste challenger in Sevilla. In 2017 bereikte hij de halve finale van het ATP-toernooi in Rio de Janeiro.
Sinds 2018 traint Ruud bij de Rafa Nadal Academie van Rafael Nadal op Mallorca. Dat jaar eindigde hij als nummer 112 op de ATP-wereldranglijst. In 2019 bereikte hij de derde ronde van Roland Garros, waar hij verloor van Roger Federer. In 2020 won Ruud zijn eerste ATP-titel in Buenos Aires en daarmee is hij de eerste Noorse tennisspeler met een ATP-titel.
In 2022 bereikte Ruud voor het eerst de finale van een grandslamtoernooi, op Roland Garros – hij verloor de eindstrijd van Rafael Nadal. Nog datzelfde jaar was hij ook verliezend finalist op de US Open en op het eindejaarstoernooi, waar hij het moest afleggen tegen respectievelijk Carlos Alcaraz en Novak Djokovic. Hij sloot het jaar af als nummer 3 van de wereld. Zijn hoogste positie (2e) behaalde hij na de US Open 2022. Hiermee heeft hij het record van hoogste ranglijstpositie voor een Noorse tennisprof in handen.
In 2023 bereikte Ruud opnieuw de finale van Roland Garros – dit keer verloor hij van Novak Djokovic. Een jaar later behaalde hij tijdens het toernooi van Monte Carlo een van de belangrijkste overwinningen van zijn carrière door Novak Djokovic te verslaan in de halve finale. De finale verloor hij uiteindelijk van Stéfanos Tsitsipás. Een week later won hij wel het toernooi van Barcelona. Op Roland Garros wist Ruud voor de derde opeenvolgende keer de halve finales te bereiken, waarin hij verloor van Alexander Zverev.  
In november 2024 kwalificeerde Ruud zich voor de derde keer in zijn carrière voor de ATP Finals. In de groepsfase versloeg hij Carlos Alcaraz en Andrej Roebljov, waardoor hij zich plaatste voor de halve finales, die hij verloor van Jannik Sinner. Ook tijdens zijn twee eerdere deelnames bereikte hij (minstens) de halve finales.   
In mei 2025 won Ruud zijn eerste masterstitel, de grootste prijs uit zijn loopbaan, door het masterstoernooi van Madrid op zijn naam te schrijven. In de finale versloeg hij de Brit Jack Draper in 7-5, 3-6, 6-4.

## Palmares
| Legenda                       | Legenda               |
| ----------------------------- | --------------------- |
| Grand Slam                    |                       |
| Olympische Spelen             |                       |
| tot 2009                      | vanaf 2009            |
| Tennis Masters Cup            | ATP Finals            |
| ATP Masters Series            | ATP Tour Masters 1000 |
| ATP International Series Gold | ATP Tour 500          |
| ATP International Series      | ATP Tour 250          |

### Enkelspel
| nr.                          | finale     | toernooi             | ondergrond    | tegenstander        | score                 |         |
| ---------------------------- | ---------- | -------------------- | ------------- | ------------------- | --------------------- | ------- |
| gewonnen finales             |            |                      |               |                     |                       |         |
| 01.                          | 2020-02-16 | ATP Buenos Aires (1) | Gravel        | Pedro Sousa         | 6-1, 6-4              | details |
| 02.                          | 2021-05-22 | ATP Genève (1)       | Gravel        | Denis Shapovalov    | 7-66, 6-4             | details |
| 03.                          | 2021-07-18 | ATP Båstad           | Gravel        | Federico Coria      | 6-3, 6-3              | details |
| 04.                          | 2021-07-25 | ATP Gstaad (1)       | Gravel        | Hugo Gaston         | 6-3, 6-2              | details |
| 05.                          | 2021-07-31 | ATP Kitzbühel        | Gravel        | Pedro Martínez      | 6-1, 4-6, 6-3         | details |
| 06.                          | 2021-10-03 | ATP San Diego        | Hardcourt     | Cameron Norrie      | 6-0, 6-2              | details |
| 07.                          | 2022-02-13 | ATP Buenos Aires (2) | Gravel        | Diego Schwartzman   | 5-7, 6-2, 6-3         | details |
| 08.                          | 2022-05-21 | ATP Genève (2)       | Gravel        | João Sousa          | 7-63, 4-6, 7-61       | details |
| 09.                          | 2022-07-24 | ATP Gstaad (2)       | Gravel        | Matteo Berrettini   | 4-6, 7-6(4), 6-2      | details |
| 10.                          | 2023-04-09 | ATP Estoril          | Gravel        | Miomir Kecmanović   | 6-2, 7-6(3)           | details |
| 11.                          | 2024-04-21 | ATP Barcelona        | Gravel        | Stéfanos Tsitsipás  | 7-5, 6-3              | details |
| 12.                          | 2024-05-25 | ATP Genève (3)       | Gravel        | Tomáš Macháč        | 7-5, 6-3              | details |
| 13.                          | 2025-05-04 | ATP Madrid           | Gravel        | Jack Draper         | 7-5, 3-6, 6-4         | details |
| verloren finales             |            |                      |               |                     |                       |         |
| 01.                          | 2019-04-14 | ATP Houston          | Gravel        | Cristian Garín      | 6-7(4), 6-4, 3-6      | details |
| 02.                          | 2020-03-01 | ATP Santiago         | Gravel        | Thiago Seyboth Wild | 5-7, 6-4, 3-6         | details |
| 03.                          | 2022-04-03 | ATP Miami            | Hardcourt     | Carlos Alcaraz      | 5-7, 4-6              | details |
| 04.                          | 2022-06-05 | Roland Garros        | Gravel        | Rafael Nadal        | 3-6, 3-6, 0-6         | details |
| 05.                          | 2022-09-11 | US Open              | Hardcourt     | Carlos Alcaraz      | 4-6, 6-2, 6-7(1), 3-6 | details |
| 06.                          | 2022-11-20 | ATP Finals           | Hardcourt (i) | Novak Djokovic      | 5-7, 3-6              | details |
| 07.                          | 2023-06-11 | Roland Garros        | Gravel        | Novak Đoković       | 6-7(1), 3-6, 5-7      | details |
| 08.                          | 2023-07-23 | ATP Båstad           | Gravel        | Andrej Roebljov     | 6-7(3), 0-6           | details |
| 09.                          | 2024-02-24 | ATP Los Cabos        | Gravel        | Jordan Thompson     | 3-6, 6-7(4)           | details |
| 10.                          | 2024-03-02 | ATP Acapulco         | Gravel        | Alex de Minaur      | 4-6, 4-6              | details |
| 11.                          | 2024-04-14 | ATP Monte Carlo      | Gravel        | Stéfanos Tsitsipás  | 1-6, 4-6              | details |
| 12.                          | 2025-02-09 | ATP Dallas           | Hardcourt     | Denis Shapovalov    | 6-7 (5), 3-6          | details |
| gewonnen finales challengers |            |                      |               |                     |                       |         |
| 1.                           | 2016-09-10 | Sevilla              | Gravel        | Taro Daniel         | 6-3, 6-4              |         |

### Landencompetities
| Nr.              | Datum                | Toernooi  | Ondergrond    | Partner(s)                                                                                                | Tegenstanders                                                                                   | Score                  | Ref.    |
| ---------------- | -------------------- | --------- | ------------- | --- | ----------------------------------------------------------------------------------------------- | ---------------------- | ------- |
| Gewonnen finales |                      |           |               | |                                                                                                 |                        |         |
| 1.               | 20-22 september 2021 | Laver Cup | Hardcourt (i) | Daniil Medvedev Stéfanos Tsitsipás Alexander Zverev Andrej Roebljov Matteo Berrettini                     | Félix Auger-Aliassime Denis Shapovalov Diego Schwartzman Reilly Opelka John Isner Nick Kyrgios  | 14-1 (9 wedstrijden)   | details |
| 2.               | 20-22 september 2024 | Laver Cup | Hardcourt (i) | Carlos Alcaraz Grigor Dimitrov Daniil Medvedev Stéfanos Tsitsipás Alexander Zverev                        | Taylor Fritz Frances Tiafoe Ben Shelton Alejandro Tabilo Francisco Cerúndolo Thanasi Kokkinakis | 13-11 (12 wedstrijden) |         |
| Verloren finales |                      |           |               | |                                                                                                 |                        |         |
| 1.               | 23-25 september 2022 | Laver Cup | Hardcourt (i) | Rafael Nadal Stéfanos Tsitsipás Novak Djokovic Roger Federer Andy Murray Matteo Berrettini Cameron Norrie | Taylor Fritz Félix Auger-Aliassime Diego Schwartzman Frances Tiafoe Alex de Minaur Jack Sock    | 8-13 (11 wedstrijden)  | details |
| 2.               | 22-24 september 2023 | Laver Cup | Hardcourt (i) | Andrej Roebljov Hubert Hurkacz Alejandro Davidovich Fokina Gaël Monfils Arthur Fils                       | Taylor Fritz Frances Tiafoe Tommy Paul Félix Auger-Aliassime Ben Shelton Francisco Cerúndolo    | 2-13 (9 wedstrijden)   | details |

## Resultaten grote toernooien
| Legenda | Legenda                          |
| ------- | -------------------------------- |
| g.t.    | geen toernooi gehouden           |
| l.c.    | lagere categorie                 |
| –       | niet deelgenomen                 |
| G       | uitgeschakeld in de groepsfase   |
| 1R      | uitgeschakeld in de eerste ronde |
| 2R      | uitgeschakeld in de tweede ronde |
| 3R      | uitgeschakeld in de derde ronde  |
| 4R      | uitgeschakeld in de vierde ronde |
| KF      | uitgeschakeld in de kwartfinale  |
| HF      | uitgeschakeld in de halve finale |
| F       | de finale verloren               |
| W       | het toernooi gewonnen            |
| w-v     | winst/verlies-balans             |

### Enkelspel
| grandslamtoernooien |      |      |      |      |      |      |      |    |    |
| Australian Open     | –    | 2R   | –    | 1R   | 4R   | –    | 2R   | 3R | 2R |
| Roland Garros       | –    | 2R   | 3R   | 3R   | 3R   | F    | F    | HF | 2R |
| Wimbledon           | –    | –    | 1R   | g.t. | 1R   | 2R   | 2R   | 2R | –  |
| US Open             | –    | 1R   | 1R   | 3R   | 2R   | F    | 2R   | 4R |    |
| ATP Finals          |      |      |      |      |      |      |      |    |    |
| ATP Finals          | –    | –    | –    | –    | HF   | F    | –    | HF |    |
| ATP Masters 1000    |      |      |      |      |      |      |      |    |    |
| Indian Wells        | –    | –    | –    | g.t. | 4R   | 3R   | 3R   | KF | 2R |
| Miami               | 1R   | –    | 1R   | g.t. | –    | F    | 3R   | 4R | 4R |
| Monte Carlo         | 1R   | –    | –    | g.t. | HF   | 3R   | 3R   | F  | 3R |
| Madrid              | –    | –    | –    | g.t. | HF   | 2R   | 2R   | 4R | W  |
| Rome                | –    | –    | 3R   | HF   | –    | HF   | HF   | 2R | KF |
| Montréal/Toronto    | –    | –    | –    | g.t. | KF   | HF   | 3R   | 3R |    |
| Cincinnati          | –    | –    | 1R   | 1R   | KF   | 2R   | 2R   | 2R |    |
| Shanghai            | –    | –    | –    | g.t. | g.t. | g.t. | 4R   | 2R |    |
| Parijs              | –    | –    | 1R   | 1R   | KF   | 3R   | 2R   | 2R |    |
| olympisch           |      |      |      |      |      |      |      |    |    |
| Olympische Spelen   | g.t. | g.t. | g.t. | g.t. | –    | g.t. | g.t. | KF |    |
| statistieken        |      |      |      |      |      |      |      |    |    |
| titels per jaar     | 0    | 0    | 0    | 1    | 5    | 3    | 1    | 2  |    |
| eindejaarsranking   | 139  | 112  | 54   | 27   | 8    | 3    | 11   | 6  |    |

### Dubbelspel
| grandslamtoernooien |      |      |      |      |      |    |
| Australian Open     | –    | 1R   | 2R   | –    | –    | –  |
| Roland Garros       | 2R   | 1R   | 1R   | –    | –    | –  |
| Wimbledon           | 1R   | g.t. | KF   | 2R   | 2R   | 1R |
| US Open             | 3R   | –    | 1R   | –    | –    | 1R |
| ATP Masters 1000    |      |      |      |      |      |    |
| Indian Wells        | –    | g.t. | –    | –    | 1R   | –  |
| Miami               | –    | g.t. | –    | –    | –    | 1R |
| Monte Carlo         | –    | g.t. | –    | –    | –    | –  |
| Madrid              | –    | g.t. | 1R   | –    | –    | –  |
| Rome                | –    | –    | –    | –    | –    | –  |
| Montréal/Toronto    | –    | g.t. | 1R   | –    | –    | 1R |
| Cincinnati          | –    | 1R   | –    | –    | –    | –  |
| Shanghai            | –    | g.t. | g.t. | g.t. | –    | –  |
| Parijs              | –    | 2R   | –    | –    | –    | –  |
| olympisch           |      |      |      |      |      |    |
| Olympische Spelen   | g.t. | g.t. | –    | g.t. | g.t. | –  |
| statistieken        |      |      |      |      |      |    |
| titels per jaar     | 0    | 0    | 0    | 0    | 0    | 0  |
| eindejaarsranking   | 226  | 188  | 180  | —    | 582  |    |